# 卢义玉
卢义玉（1972年1月—），重庆大学副校长，主要从事高压水射流理论及在非常规天然气开采应用方面的研究工作。入选中华人民共和国教育部2009年度"长江学者"特聘教授、中国国家“万人计划”、百千万人才工程。